# Pseudocentroptiloides morihari
Pseudocentroptiloides morihari är en dagsländeart som beskrevs av John H. Wiersema och Mccafferty 1998. Pseudocentroptiloides morihari ingår i släktet Pseudocentroptiloides och familjen ådagsländor. Inga underarter finns listade i Catalogue of Life.